# 卡斯爾羅克鎮區 (北達科他州赫廷傑縣)
卡斯爾羅克鎮區（英語：Castle Rock Township）是位於美國北達科他州赫廷傑縣的一個鎮區。

## 地方資料
卡斯爾羅克鎮區的面積為93.13平方千米，當中陸地面積為93.09平方千米，而水域面積為0.04平方千米。根據2020年美國人口普查的數據，當地共有人口71人，而人口密度為每平方千米0.76人。